# Бєляєв Сергій Станіславович
Сергі́й Станісла́вович Бєля́єв (*  1971, Київ) — український архітектор, художник, скульптор і політик. Заслужений діяч мистецтв України (2010). Заступник міністра культури та стратегічних комунікацій України з 17 січня 2025 року.

## Біографія
Народився в 1971 році у місті Києві.
У 1994 р. закінчив архітектурний факультет Київського інженерно-будівельного інституту, а в 2002 р. — факультет міжнародного права Інституту міжнародних відносин Київського національного університету ім. Тараса Шевченка.
2005—2006 — викладач архітектурного проєктування архітектурного факультету Національного авіаційного університету.
2007—2010 — директор та керівник проєктів «ЕА Ренг-проект» (Естонія — Україна) — проєктного бюро торгових і офісних будівель та промислових об'єктів, серед яких Посольство Естонії в Україні, ТРЦ «SkyMall» у Києві.
2010—2014 — керівник Управління геральдики та церемоніалу Адміністрації Президента України.
2018—2019 — керівник проєктної групи «Фабер Інтернешнел» (Франція — Україна). Займався архітектурним проєктуванням торгових комплексів «Ашан» у м. Києві.
2020—2023 — дизайнер ТОВ «Герольдмейстер». Працював над розробкою нагород, емблем і геральдики.
2024—2025 — доцент кафедри образотворчого мистецтва Київського національного університету будівництва і архітектури.
З 17 січня 2025 року — заступник Міністра культури та стратегічних комунікацій України.
Радник І класу дипломатичної служби.

## Основні творчі досягнення
У 1996—2014 роках розробляв ескізи ювілейних монет Національного банку України (12 монет, 15 орденів, відомчих та ювілейних медалей). Автор першої монети Банкнотно-монетного двору Національного банку України «Київський псалтир», 1997 р.
Автор меморіальних дощок у Києві, зокрема композиторові М. В. Лисенку «Боже Великий, Єдиний, нам Україну храни» та академіку Є. О. Патону «Міст крізь сторіччя».
Автор постійної галереї портретів Київських князів та гетьманів України у Верховній Раді України, відкритої у травні 2020 року.
Упродовж 2002—2006 років займався реставрацією й атрибуцією ікон ХVII–ХХ ст. та стародрукованих книг ХVII–ХІХ ст.
Автор подарункового блюда зі срібла — скульптурної композиції, присвяченої візиту Папи Іоанна Павла ІІ до Києва та Львова у 2001 році, врученого Президентом України Папі Римському у 2002 році.

## Нагороди
- 25 червня 2010 року надано звання «Заслужений діяч мистецтв України»[2].
- 1994 та 1996 р.р. — лауреат премії ім. Григорія Нарбута.